# Leontyna
Leontyna – żeński odpowiednik greckiego imienia Leontyn. 
Leontyna imieniny obchodzi 19 kwietnia, jako wspomnienie św. Leontyny.
Imię rzadkie. W styczniu 2025 r. w rejestrze PESEL, wśród publicznie dostępnych danych dotyczących osób żyjących, wykazano 703 kobiety o imieniu Leontyna nadanym jako imię pierwsze  oraz 470 kobiet noszące imię Leontyna jako imię drugie.

## Kobiety o imieniu Leontyna
- Leontyna Halpertowa – polska aktorka żyjąca w XIX wieku.